# Persone

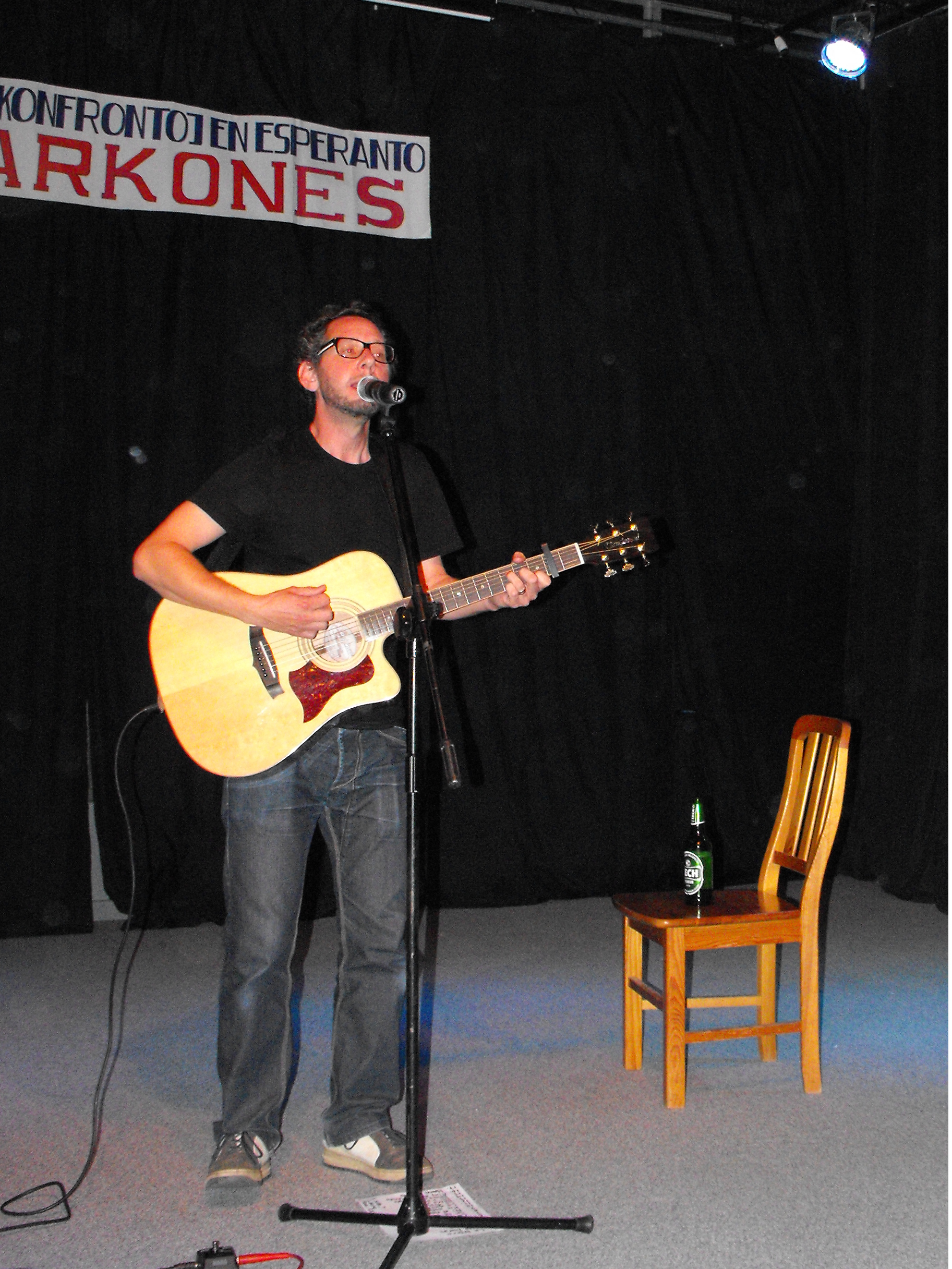
Martin Wiese realizó un concierto solista en Arkones 2009.

Persone es el nombre de un grupo de música rock sueco que canta en esperanto, formado en Estocolmo entre finales de febrero y comienzos de marzo de 1986 por Martin Wiese, Borje Lund, Bertilo Wennergren y Per Ola Axelsson, y pasando por varias formaciones hasta quedar la actual con Martin Wiese, Anders Grop y Bertilo Wennergren.

## Componentes
Formación original (1986-1988):
- Martin Wiese — guitarra eléctrica y voz
- Borje Lund — guitarra eléctrica, bajo y coros
- Bertilo Wennergren — batería y coros
- Per Ola Axelsson — saxofón y coros

Segunda formación (1988-1989):
- Martin Wiese — guitarra eléctrica y voz
- Borje Lund — guitarra eléctrica, bajo y coros
- Bertilo Wennergren — batería y coros
- Benedikte Weinreich — sintetizadores

Tercera formación (1989-1990):
- Martin Wiese — guitarra eléctrica y voz
- Borje Lund — guitarra eléctrica, bajo y coros
- Bertilo Wennergren — batería y coros

Formación actual (1990-):
- Martin Wiese — guitarra eléctrica y voz
- Anders Grop — bajo y coros
- Bertilo Wennergren — batería y voz

## Estilo
El estilo de Persone es por un lado acústico en algunas composiciones, siguiendo más o menos el estilo del dúo Simon & Garfunkel, y por otro lado eléctrico en la mayoría de sus canciones, asemejándose a las de los grupos U2 o The Police. Hoy en día es una de los grupos más destacados de la música en esperanto y la cultura esperantista.

## Historia
El grupo fue creado para dar un concierto en 1986 en el Festival Cultural de Esperanto (Kultura Esperanto-Festivalo). La idea nació de Borje Lund, que también ideó el nombre del grupo: un sencillo juego de palabras entre person-e («personalmente») y per-son-e («mediante el sonido») y reunió a otros tres componentes: Martin Wiese, Bertilo Wennegren y Per Ola Axelsson. La primera sesión se realizó el siete de marzo de 1986, y las restantes se realizaron a partir del nueve de mayo de ese año en una casa de Estocolmo; el concierto en el Festival Cultural de Esperanto tuvo lugar el diecisiete de mayo en la misma ciudad, recibió gran acogida entre el público, por lo cual la banda decidió continuar.
Por aquel entonces Borje Lund tocaba el bajo, Martin Wiese ejercía de guitarrista, Bertilo Wennegren se dedicaba a la batería y Per Ola Axelsson tocaba el saxofón. Fue con esos miembros con los que Persone editó en 1987 su primer álbum 62 Minutoj («62 minutos»), con doce canciones, todas eléctricas. Durante aquel año el grupo realizó una gira por Polonia con ocho conciertos.
En el año 1988 se produjo un pequeño cambio en la formación de la banda, durante el cual entró a formar parte de ella Benedikte Weinreich a los sintetizadores, y unos meses después salió Per Ola Axelsson. Esta nueva formación como cuarteto duró aproximadamente un año, durante el cual dieron conciertos por Zagreb y Croacia y en el segundo Festival Cultural de Esperanto en Lund, en Suecia.
En 1989 también Benedikte Weinreich abandonó la banda, con lo que quedó tan solo un terceto, formado por Borje Lund, Martin Wiese y Bertilo Wennegren. Durante ese año el único concierto que dieron fue el del Congreso Juvenil Internacional (Internacia Junulara Kongreso) en Kerkrade, en Holanda.
A finales del año 1989, el fundador, Borje Lund, que ya había dejado de vivir en Estocolmo como los demás, decidió por fin abandonar el grupo, de tal modo que no podían continuar con solo los dos miembros que quedaban. Por tanto, en 1990 se les unió Anders Grop, al que había conocido Martin Wiese hacía algún tiempo, como bajista. Ésta es la formación que Persone ha tenido hasta el día de hoy.
Así pues, en 1991 el nuevo Persone como trío publicó su segundo álbum, titulado En la Spegulo («En el espejo»), con nueve canciones solamente eléctricas.
En 1994 la banda vuelve a dar conciertos, en esta ocasión en el Festival de Clubes Esperantistas de Estocolmo (Festo de Stokholmaj Esperanto-Kluboj), en el que por primera vez interpretan canciones tanto eléctricas, como venía siendo habitual, como acústicas, sin batería, fórmula que a partir de entonces se vendrá repitiendo en todos sus conciertos y discos.
Por fin en 1996 aparece el tercer álbum de la banda con el nombre de Povus Esti Simple («Podría ser simple»), por primera vez en forma de CD —los anteriores habían venido siendo editados en casete—, y también por primera vez incluyendo la fórmula a la vez eléctrica y acústica en sus trece canciones.
A principios de 1999, en esta ocasión con tan solo tres años de retraso —anteriormente había habido cuatro y cinco años de diferencia entre cada disco respectivamente—, aparece el cuarto álbum de Persone: ...Sed Estas Ne («Pero no [lo] es»), completando el título del anterior y con ocho canciones tanto eléctricas como acústicas.
En el año 2001 Martin Wiese continuó viviendo en Estocolmo, mientras que Anders Grop se trasladó a Tübingen, en el sur de Alemania, y Bertilo Wennegren se mudó a Berlín, en el norte. Debido a este distanciamiento durante un tiempo el grupo no se mantiene muy activo.
Sin embargo, en el año 2002 Persone publica su quinto álbum y último por el momento, Sen, a la vez siglas del título del álbum anterior y preposición («sin»). Por vez primera, se trata de un álbum completamente acústico, con once canciones sin absolutamente nada de eléctrico.

## Discografía
- 62 Minutoj (1987)
  1. De l’ Praa Tempo Ĝis la Nun’
  2. Tute Sekura
  3. La Bonurbo
  4. Ĉu Al Paca Cel’
  5. Ĉu Vi Pentas?
  6. Longe For
  7. Ampeforto
  8. Bluso En Rubuj’
  9. Nur Por la Pano
  10. Mia Knabino
  11. Portanto De la Lun’
  12. Eĉ Knaboj

- En la Spegulo (1991)
  1. Kio Ajn
  2. Amanda
  3. En la Spegulo
  4. Ĉu Neniam Plu
  5. Mi Ne Scias
  6. Folioj En la Vent’
  7. Alia Mondo
  8. Neĝo Dancas
  9. Du Homoj

- Povus Esti Simple (1996)
  1. Povus Esti Simple
  2. Mondo Aŭ Mi
  3. Trans Torent’
  4. Vortoj
  5. Ili Venos
  6. Revoj
  7. Maskobalo
  8. Kiam Amo Regas
  9. Mejlojn For
  10. Reĝoj de Cindro
  11. Nun Mallumas Ekstere
  12. La Leviĝo de la Lun’
  13. El la Man’

- ...Sed Estas Ne (1999)
  1. Liza Pentras Bildojn
  2. Se la Cerbo Volas
  3. La Ĉielo
  4. Sola?
  5. Bileto Al la Lun’
  6. Kion Ajn
  7. Fantomoj de la Pasintec’
  8. Lasu Min Sonĝi

- Sen (2002)
  1. Pli Ol Nenio
  2. La Fantoma Lum’
  3. Mi Ĉiam Kredis (Ke la Koro)
  4. Estu Ĉiam
  5. Sola En Vaku'
  6. Revoj
  7. Korpo kaj Anim’
  8. Patro Nia
  9. Perloj Sur la Ter’
  10. Lasu Min Sonĝi
  11. Nun Mallumas Ekstere

### Enlaces
- Página web de Persone (en esperanto)

- Datos: Q1785962
- Multimedia: Persone (music group) / Q1785962